# Weronika Tropaczyńska-Ogarkowa

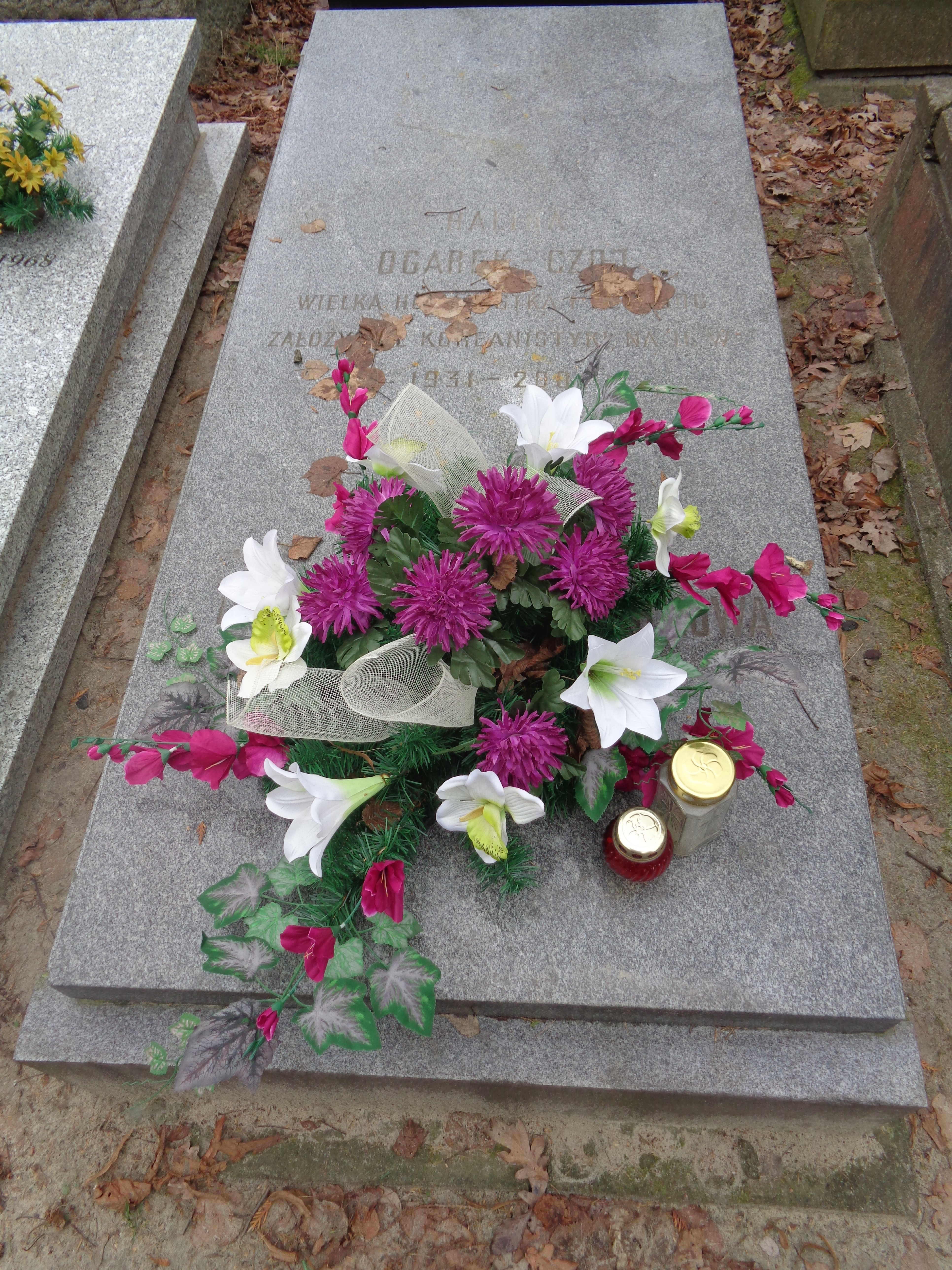
Grób Weroniki Tropaczyńskiej-Ogarkowej oraz jej córki na cmentarzu Wojskowym na Powązkachuwaga3

Weronika Tropaczyńska-Ogarkowa, ps. Krystka z Mogilicy, Wera (ur. 8 lub 9 stycznia 1908 w Zamarstynowie, zm. 9 maja 1957 w Warszawie) – polska poetka, prozaiczka, publicystka, nauczycielka, działaczka ruchu ludowego i oświatowego, autorka podręczników do historii.

## Biografia
Pochodziła z wielodzietnej rodziny. Po ukończeniu dwuletniej szkoły zawodowej oraz państwowych kursów pedagogicznych w 1927 r. została wiejską nauczycielką w Mogilicy w powiecie baranowickim, gdzie rozpoczęła również działalność społeczną jako prezes lokalnego Ogniska Nauczycielskiego, organizatorka kursów dla analfabetów oraz założycielka gminnej biblioteki. Pełniła obowiązki instruktorki oświaty pozaszkolnej w Nowogródku w latach 1929–1930, a następnie pracowała w kuratorium oświaty w Lublinie. Debiutowała wierszami i opowiadaniami na łamach „Wici” oraz „Nowizny Wiciowej”. Za działalność w Związku Młodzieży Wiejskiej została zwolniona z pracy. Następnie pracowała jako nauczycielka w Uniwersytecie Ludowym w Tywonii (przeniesionym później do Grzędy). W 1935 r. zdała egzamin dojrzałości i rozpoczęła studia historyczne na KUL. W 1938 r. przeniosła się do Warszawy, gdzie kontynuowała naukę i działalność społeczną oraz pracowała w Centrali Kół Gospodyń Wiejskich. W okresie międzywojennym była także redaktorką „Płomyka”.
W okresie okupacji hitlerowskiej była czołową działaczką konspiracyjnego Ludowego Związku Kobiet, a w 1942 r. została redaktorką naczelną centralnego pisma LZK „Żywią”. Jednocześnie współredagowała „Biedronkę”, podziemne pisemko dla dzieci wiejskich. Na kartach „Żywii” Weronika Tropaczyńska-Ogarkowa zamieściła w 1942 r. list otwarty do gen. Sikorskiego „Nasz żołnierski meldunek”, który odbił się echem w kraju i za granicą. W 1943 r. w ramach konspiracyjnej Uczelni Kobiecej LZK, ukazały się drukiem w Warszawie trzy jej broszury pod wspólnym tytułem „Życie społeczne kobiet wiejskich”. Wchodziła w skład centralnego kierownictwa Ludowego Związku Kobiet i Zielonego Krzyża, a także udzielała pomocy Żydom. W mieszkaniu Weroniki Tropaczyńskiej-Ogarkowej na Sadybie w Warszawie haftowany był sztandar Batalionów Chłopskich, a ona sama była autorką wielu pieśni BCh.
Po wojnie działała w Ludowym Związku Kobiet, a po jego rozwiązaniu przeszła do Wydziału Kobiecego PSL. Od 1947 r. jako redaktor społeczny Polskiego Radia przygotowywała audycje dla wsi. Opublikowała kilka książek adresowanych głównie dla dzieci oraz młodzieży.
W latach 1945–48 należała do PSL, a w 1957 roku do PZPR.
Była odznaczona Złotym Krzyżem Zasługi. W 1955 r. otrzymała wyróżnienie Podkomitetu Literatury i Sztuki Nagrody Państwowej za powieść Leśne doły.
Mężem Weroniki Tropaczyńskiej-Ogarkowej był kpt. Franciszek Ogarek, jeniec obozu w Ostaszkowie, zamordowany w Twerze w 1940 r., a jedyną córką koreanistka Halina Ogarek-Czoj (1931–2004).
Zmarła w Warszawie, pochowana 11 maja 1957 na cmentarzu Wojskowym na Powązkach (kwatera A30-4-13).

## Publikacje
- Serce matki, Instytut Teatrów Ludowych, Warszawa 1938
- Jesteśmy czujne i odporne , Instytut Teatrów Ludowych, Warszawa 1938
- Dom pod krzyżem, t. I–II, nakładem Organizacji Organizacji Przysposobienia Wojskowego Kobiet, Warszawa 1939
- O wolność narodu i człowieka: : opowiadania z dziejów ojczystych dla kl. VI szkoły powszechnej, współautorzy W. Hoszowska, T. Szczechura, Instytut Wydawniczy „Nasza Księgarnia”, Warszawa 1946[14]
- Było to dawno ...: opowiadania z dziejów ojczystych dla IV klasy szkoły powszechnej, współautorzy W. Hoszowska, T. Szczechura, Instytut Wydawniczy „Nasza Księgarnia”, Warszawa 1946
- I my walczymy o pokój, Nasza Księgarnia, Warszawa 1950
- Za godzinę zbiórka (1951)[3]
- Żołnierze Kościuszki, t. I–IV, Nasza Księgarnia, Warszawa 1951–55 (powieść historyczna)
- Mały łącznik Kim E-cho, współautor Maria Krüger, Instytut Wydawniczy „Nasza Księgarnia”, Warszawa 1951
- Obywatelka z marchewką, Nasza Księgarnia, Warszawa 1952[14]
- Będzie sprawiedliwość, Nasza Księgarnia, Warszawa 1953[14]
- Leśne doły, Nasza Księgarnia, Warszawa 1954 (powieść dla młodzieży)